# Marae
'Marae (v maorščini Nove Zelandije, Cookovih otokov, Tahitiju), malaʻe (v tonganščini), meʻae (v markesanščine) ali malae (v samoanščini) je komunalni ali sveti kraj, ki služi verskim in družbenim namenom v polinezijskih družbah. V vseh teh jezikih izraz pomeni tudi očiščeno in brez plevela ali dreves. Marae je na splošno sestavljen iz območja očiščene zemlje, približno pravokotne oblike (sama marae), obrobljena s kamni ali lesenimi stebri (imenovanimi au v tahitijščini in Cookovih otokih), morda s paepae (terase), ki so se tradicionalno uporabljale za obredne namene in v nekaterih primerih osrednji kamen ahu ali a'u. V kulturi Rapa Nui na Velikonočnem otoku je izraz ahu postal sinonim za celoten kompleks marae.
V nekaterih sodobnih polinezijskih družbah, zlasti v družbi Maorov na Novi Zelandiji, je marae še vedno pomemben del vsakdanjega življenja. V tropski Polineziji je bila večina marae uničenih ali zapuščenih s prihodom krščanstva v 19. stoletju, nekatere pa so postale zanimivost za turiste ali arheologe. Kljub temu kraj, kjer so bile te marae zgrajene, v večini teh kultur še vedno velja za tapu (sveto).

## Etimologija
Besedo so jezikoslovci rekonstruirali v vzhodnooceanski *malaqe s pomenom »odprt, očiščen prostor, ki se uporablja kot zbirališče ali ceremonialni kraj«.

## Nova Zelandija
V maorski družbi je marae kraj, kjer je mogoče slaviti kulturo, kjer je mogoče govoriti maorski jezik, kjer je mogoče izpolniti medplemenske obveznosti, kjer je mogoče raziskati običaje in razpravljati, kjer je mogoče organizirati družinske priložnosti, kot so rojstni dnevi, in kjer se lahko izvajajo pomembni obredi, kot je sprejemanje obiskovalcev ali slovo od mrtvih (tangihanga). Tako kot sorodne ustanove stare Polinezije je marae wāhi tapu, 'sveto mesto', ki ima velik kulturni pomen.
V maorski rabi je marae ātea (pogosto skrajšano na marae) odprt prostor pred wharenui (hiša za srečanja; dobesedno 'velika stavba'). Na splošno se izraz marae uporablja za označevanje celotnega kompleksa, vključno s stavbami in ātea. To območje se uporablja za pōwhiri (maorska pozdravna slovesnost) z oratorijem. Nekatera iwi (plemena) in hapū (podplemena) ne dovolijo ženskam, da izvajajo oratorij na svojih marae, čeprav običajno ženske izvajajo karango (izmenjava klicev, ki je del pōwhirija). Wharenui je kraj za pomembna srečanja, prenočišča ter obrtne in druge kulturne dejavnosti.
Wharekai (jedilnica) se uporablja predvsem za skupne obroke, vendar se lahko tam izvajajo tudi druge dejavnosti.
Številne besede, povezane z marae v tropski Polineziji, so ohranjene v maorskem kontekstu. Na primer, beseda paepae se nanaša na klop, kjer sedijo govorniki; to pomeni, da ohranja svoje svete in obredne povezave. Marae se razlikujejo po velikosti, nekateri wharenui so nekoliko večji od dvojne garaže, nekateri pa večji od običajne mestne hiše.

### Pravni status
Marae je zbirališče, registrirano kot rezervat v skladu z zakonom Te Ture Whenua Māori iz leta 1993 (Zakon o deželi Maori). Vsaka marae ima skupino skrbnikov, ki so odgovorni za delovanje marae. Zakon ureja ureditev marae kot pridržkov in določa odgovornosti skrbnikov v razmerju do upravičencev. Na splošno ima vsaka marae listino, o kateri so se skrbniki pogajali z upravičenci marae. Listina podrobno opisuje zadeve, kot so:
- ime marae in njen opis;
- seznam upravičencev: običajno iwi (plemena/narodi), hapū (klani) ali whānau (družine); v nekaterih primerih je marae namenjena skupnemu dobremu prebivalcev Nove Zelandije.
- metode, uporabljene za izbiro skrbnikov;
- splošna načela upravljanja marae;
- načine, na katere lahko upravičenci zahtevajo odgovornost skrbnikov, in metode za reševanje sporov;
- načela, ki urejajo imenovanje in priznavanje odborov za upravljanje marae;
- postopke za spreminjanje listine in za zagotavljanje spoštovanja njenih načel.

Zakon New Zealand Māori Arts and Crafts Institute Act 1963 (o novozelandskem inštitutu za umetnost in obrt Māorov) iz leta 1963 je bil sprejet in inštitut je bil zgrajen za ohranjanje tradicije whakairo. Inštitut je odgovoren za gradnjo in obnovo več kot 40 marae po vsej državi.

### Tradicionalna, cerkvena in izobraževalna uporaba
Večina iwijev, hapū in celo veliko majhnih naselij ima svoje marae. Primer takega majhnega naselja z lastnimi marae je v zalivu Hongoeka, Plimmerton, dom priznane pisateljice Patricie Grace. Od druge polovice 20. stoletja so Maori v urbanih območjih ustanavljali medplemenske marae, kot je Maraeroa v vzhodni Porirui. Za mnoge Maore so marae prav tako pomembne kot njihovi domovi.
Nekatere novozelandske cerkve upravljajo tudi lastne marae, v katerih se izvajajo vse funkcije tradicionalnih marae. Cerkve, ki upravljajo marae, vključujejo anglikansko, prezbiterijansko in katoliško cerkev. V zadnjih letih je postalo običajno, da izobraževalne ustanove, vključno z osnovnimi in srednjimi šolami, tehničnimi fakultetami in univerzami, gradijo marae za uporabo študentov in za poučevanje maorske kulture. Te marae lahko služijo tudi kot prizorišče uradnih slovesnosti v zvezi s šolo.
Marae Univerze v Aucklandu se na primer uporablja za diplomske slovesnosti oddelka Māori, pa tudi za slovesnosti dobrodošlice za novo osebje univerze kot celote. Njena primarna naloga je služiti kot prizorišče za poučevanje whaikōrero (govorništvo), maorskega jezika in kulture ter pomembne slovesnosti za ugledne goste univerze. Dve podrobni srednješolski marae sta v Waikato na Te Awamutu College in Fairfield College. Slednjega je zasnoval maorski arhitekt s podrobnim znanjem rezbarjenja in tkanja; njegov wharenui ima zapleteno izrezljan vrteči se pou (steber) in številne druge osupljive značilnosti. Poleg šolskih dejavnosti se uporablja za poroke.

#### Tangihanga (pogrebni obredi)
Tako kot v predevropskih časih so marae še vedno prizorišče številnih slovesnih dogodkov, vključno z rojstnimi dnevi, porokami in obletnicami. Najpomembnejši dogodek v maraeju je tangihanga. Tangihanga je sredstvo, s katerim se v maorski družbi poslovijo od mrtvih in podprejo preživeli družinski člani. Kot sta navedla Ka'ai in Higgins, se »pomen tangihange in njeno osrednje mesto v običaju marae odraža v dejstvu, da ima prednost pred vsemi drugimi zbiranji na marae«.:90

## Cookovi otoki
Na Cookovih otokih je veliko zgodovinskih marae (tapu ali svetih krajev), ki so jih uporabljali za verske obrede na otokih. Rarotonga in Aitutaki imata nekaj posebej impresivnih marae. Čeprav so krščanski misijonarji uničili ali zaplenili številne izrezljane figure na marae, kamni mnogih starodavnih marae še vedno obstajajo do danes. Nekateri marae so v boljšem stanju kot drugi, saj vegetacija na otokih hitro raste. V Rarotongi je nekaj marae (Arai-te-Tonga, Vaerota, Taputapuātea) še vedno ohranjenih in jih hitro pospravijo pred investituro novega arikija (član dednega poglavarja ali plemiškega razreda v Polineziji).
Rarotonško izročilo pravi, da je Taputapuātea marae v Rarotongi, ki so jo arheologi datirali v 13. stoletje, zgradil Tangi'ia, ki je s seboj prinesel osrednji kamen iz istoimenske starodavne taputapuatea marae v Ra'iātei. Zdi se, da je bilo v starih časih povsem običajno vzeti kamen iz te marae.
Sin Tetupaje in Teuja ni imel le pravice do sedeža v veliki Marae Taputapuatea v Raiatei, ampak je lahko vzel svoj kamen iz Taputapuatee in ga postavil v svojem okrožju Pare Arue (Tahiti), tako da je ustanovil Marae Taputapuatea za nošenje Maro-'ura (rdeči pas arikija) v.
Otok Mangaia je imel marae z imenom Taputapuatea in ariori (duhovnik) hišo.

## Rapa Nui/Velikonočni otok
V oddaljenem jugovzhodnem kotu polinezijskega trikotnika so se elementi tradicionalnih polinezijskih marae razvili v Rapa Nui/Velikonočni otok Ahu in njihove ikonične moaije (kipe). 

## Tahiti
Po Salmondu so marae »portali med Po, svetom bogov in teme, ter Ao, vsakdanjim svetom ljudi in svetlobe, da bi ljudje lahko komunicirali s svojimi predniki«. Pomembne marae vključujejo Vai'otaha marae na Bora Bori, Mataʻireʻa marae na Huahine in Taputapuātea marae na Raʻiātei.
ʻOro marae na Tahitiju je vključeval Vaiʻotaha marae na Tautiri, prvi, ki so mu sledili Utu-ʻai-mahurau na Paea, Mahaiatea marae na Papara, Tarahoʻi marae na Pare-ʻArue in Hitiaʻa marae na Hitiaa O Te Ra.
Na Tahitiju so bile marae posvečene določenim božanstvom, povezane pa so bile tudi s posebnimi linijami, ki naj bi jih zgradile. Med restavriranjem Taputapuātea marae v Raʻiātei leta 1994, ki so ga izvedli arheologi iz muzeja Tahiti, so pod nekaterimi strukturami odkrili človeške kosti. Možno je, da so bili ostanki človeških žrtev bogu Oroju, ki ga častijo na Tahitiju.